# Montejo
Montejo (on trouve également le nom Montejo de Salvatierra) est une commune de la province de Salamanque dans la communauté autonome de Castille-et-León en Espagne.